# Дракино (Ульяновська область)
Дракино (рос. Дракино) — село в Інзенському районі Ульяновської області Російської Федерації.
Населення становить 133 особи. Входить до складу муніципального утворення Коржевське сільське поселення.

## Історія
Від 2004 року входить до складу муніципального утворення Коржевське сільське поселення.

## Населення
| 2010 |
| ---- |
| 133  |